# Thirunagar
Thirunagar es una ciudad y nagar Panchayat situada en el distrito de Madurai en el estado de Tamil Nadu (India). Su población es de 16598 habitantes (2011). Se encuentra a 9 km de Madurai.

## Demografía
Según el censo de 2011 la población de Thirunagar era de 16598 habitantes, de los cuales 8252 eran hombres y 8346 eran mujeres. Thirunagar tiene una tasa media de alfabetización del 95,47%, superior a la media estatal del 80,09%: la alfabetización masculina es del 97,73%, y la alfabetización femenina del 93,25%.